# Chengdu Open 2017
Chengdu Open 2017 — тенісний турнір, що проходив на кортах з твердим покриттям у місті Ченду, КНР з 25 вересня. Належав до категорії ATP World Tour 250.

## Фінальна частина

### Одиночний розряд
Денис Істомін —  Маркос Багдатіс 3–2 ret.

### Парний розряд
Джонатан Ерліх /  Айсам-уль-Хак Куреші —  Маркус Даніелл /  Марсело Демолінер 6–3, 7–6(7–3)